# Fotergila
Fotergila (Fothergilla, česky též fothergila) je rod rostlin z čeledi vilínovité (Hamamelidaceae). Jsou to keře s jednoduchými střídavými listy a bílými bezobalnými květy v hustých klasovitých květenstvích. Rod zahrnuje v současném pojetí 2 druhy opadavých keřů pocházejících z jihovýchodních oblastí USA. Fotergily jsou nápadné časným kvetením a jsou v Česku pěstovány jako okrasné dřeviny.

## Popis
Fotergily jsou vícekmenné keře se světle šedou hladkou borkou a jednoduchými střídavými listy. Větévky, listy a květní poupata jsou pokryta hvězdovitými chlupy. Zimní pupeny jsou nahé, nekryté šupinami, hustě hvězdovitě chlupaté, koncový pupen je přisedlý až krátce stopkatý, se 2 až 4 podpůrnými šupinami. Listy jsou krátce řapíkaté, eliptické, vejčité, obvejčité, podlouhlé až téměř okrouhlé, se zpeřenou žilnatinou, na bázi klínovité až uťaté nebo zaokrouhlené, na okraji obyčejně vroubkované až pilovitě zubaté, řidčeji jen zvlněné až celokrajné. Květy jsou vonné, oboupohlavné, bezobalné, uspořádané v hustých koncových klasech. Květenství jsou přisedlá nebo krátce stopkatá a objevují se ještě před olistěním. Kalich je 5 až 7-cípý, nepravidelný, tvořící mělce zvonkovitou češuli, na jejíž okraj nasedají tyčinky. Koruna chybí. Tyčinky jsou dlouhé, nápadné, bílé, v počtu 12 až 32, se 1 až 17 mm dlouhými nitkami. Nejdelší tyčinky jsou na konci kyjovitě rozšířené. Semeník je srostlý ze 2 plodolistů, se 2 čnělkami. Tobolky jsou po několika ve skupinách a obsahují 2 červenohnědá lesklá semena.

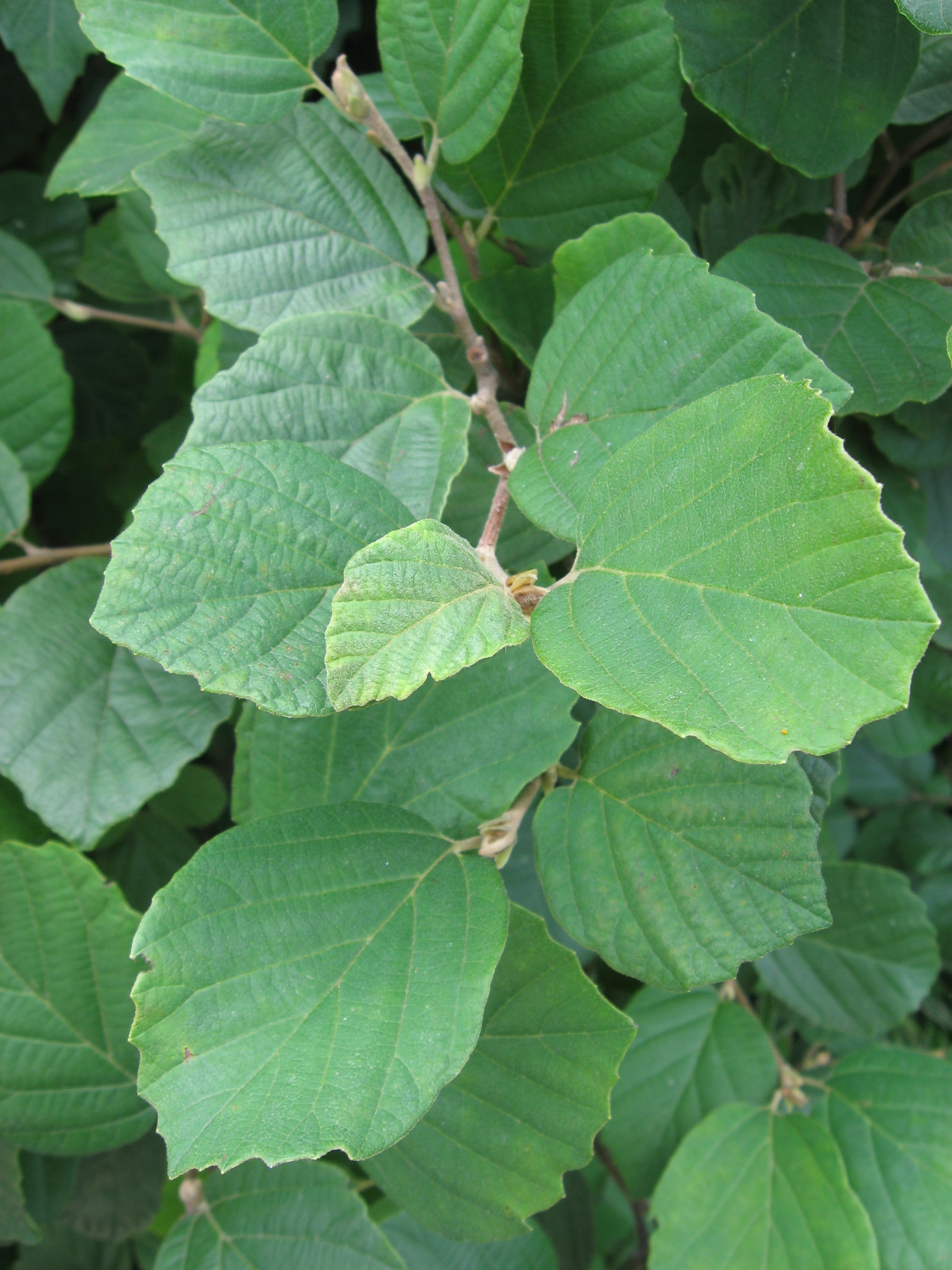
Listy fotergily Gardenovy
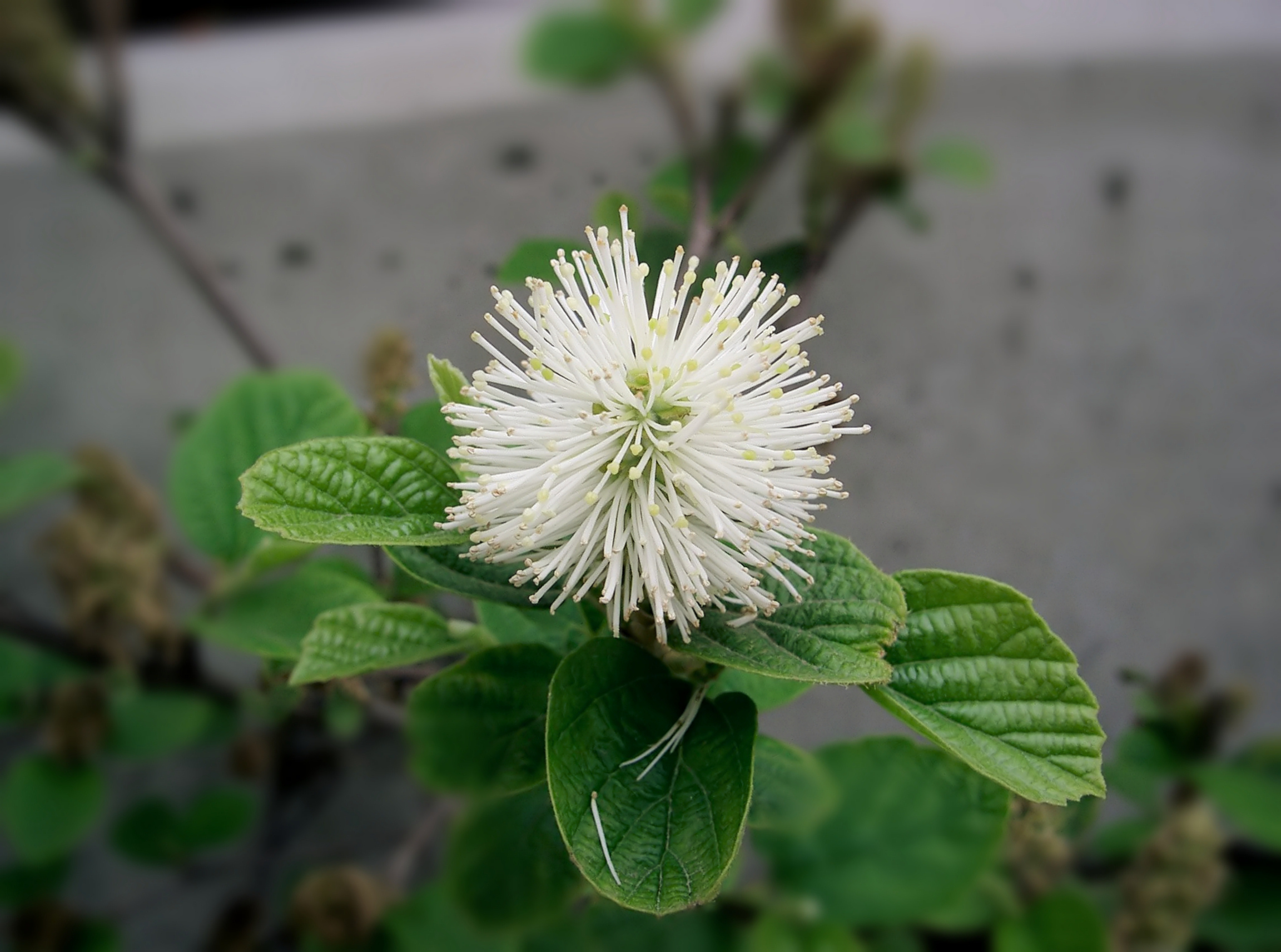
Květenství fotergily větší
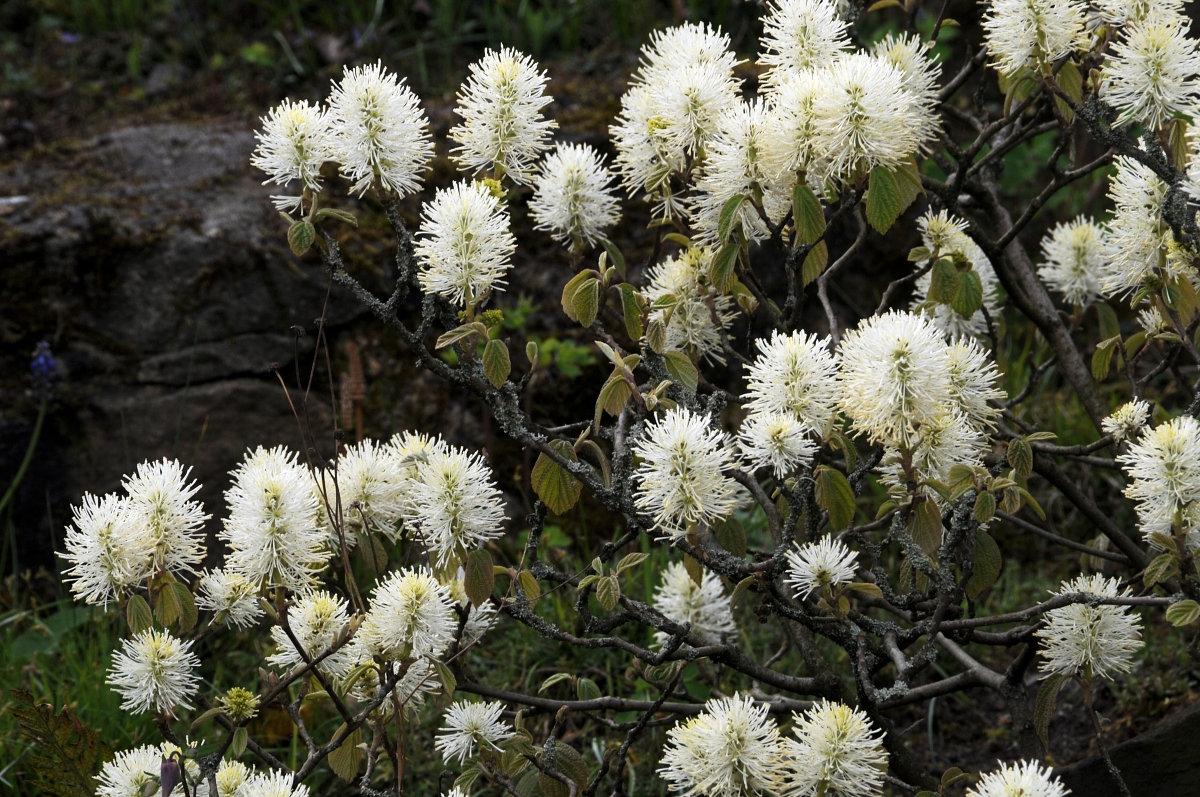
Kvetoucí fotergila Gardenova
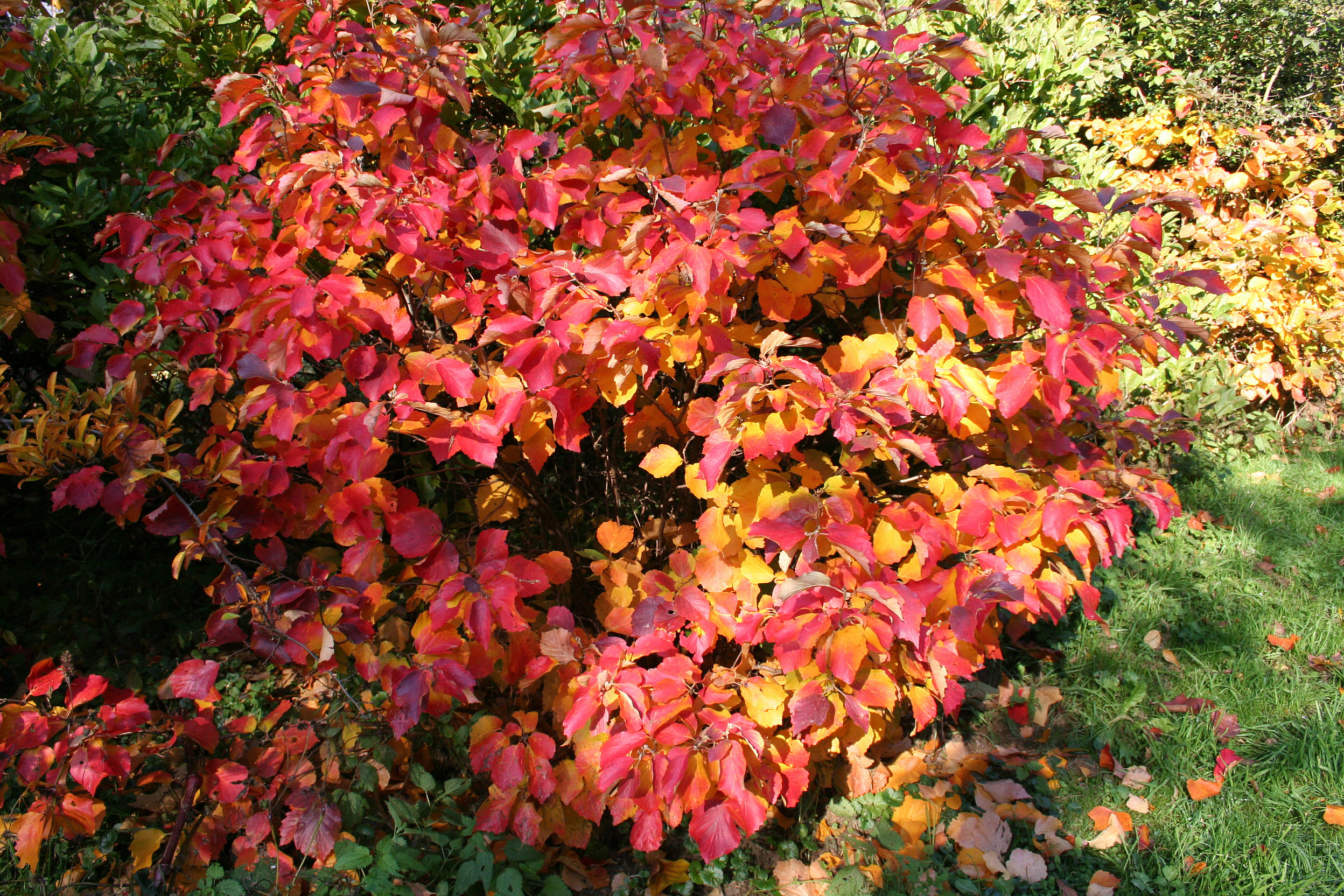
Podzimní zbarvení fotergily větší

## Rozšíření
Rod fotergila obsahuje pouze 2 druhy. Je rozšířen pouze v jihovýchodních oblastech USA. Fotergila větší se vyskytuje v jižní části Appalačského pohoří a v přilehlém podhůří v nadmořských výškách 150 až 1300 metrů. Areál rozšíření fotergily Gardenovy je východnější, více při pobřeží, především v Jižní a Severní Karolíně, v nadmořských výškách do 185 metrů.

## Ekologické interakce
Fotergily jsou opylovány hmyzem, který lákají nápadnými bílými tyčinkami s rozšířenými nitkami, nahrazujícími korunní plátky. Tento způsob opylování je u fotergily považován za druhotně vzniklý u květů které byly původně větrosprašné.

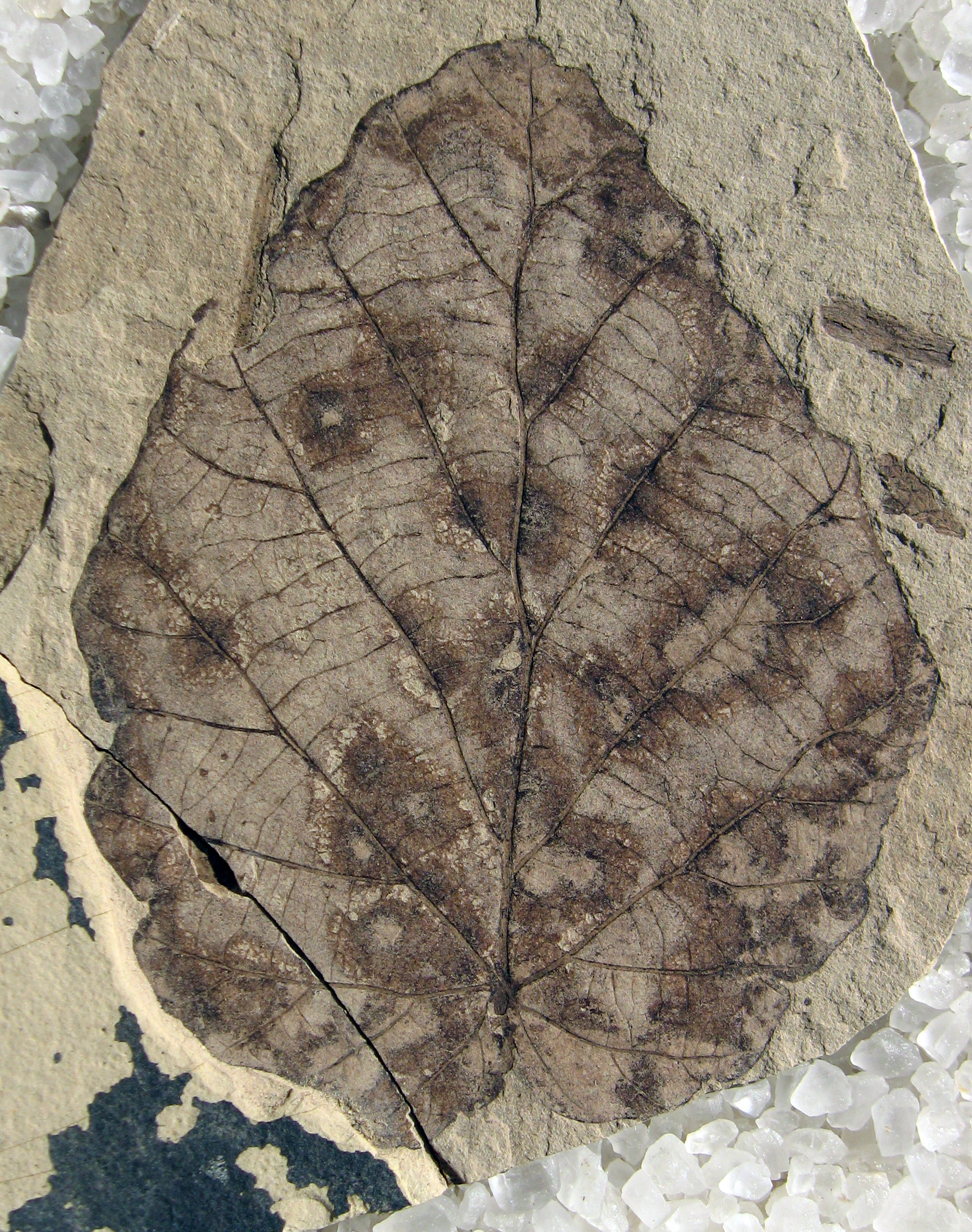
Otisk třetihorní fotergily †Fothergilla malloryi

## Taxonomie
Mimo stávajících 2 druhů fotergily je v některých zdrojích rozlišován ještě druh fotergila horská (Fothergilla monticola), podle současné taxonomie se však jedná o synonymum Fothergilla major.

## Prehistorie
Fosílie náležející k rodu fotergila jsou známy již ze starších třetihor, z období eocénu. Byly popsány jako †Fothergilla malloryi a dosahují stáří asi 50 miliónů let.

## Zástupci
- fotergila Gardenova (Fothergilla gardenii)
- fotergila větší (Fothergilla major)

## Význam
Oba druhy fotergily jsou v Česku pěstovány jako okrasné keře, nápadné zejména časným kvetením před olistěním nebo během růstu listů. Existují i různé okrasné kultivary, lišící se zejména vzrůstem, velikostí květů a podzimním zbarvením listů.

## Pěstování
Fotergily jsou vápnostřežné, pomalu rostoucí dřeviny. V našich podmínkách jsou mrazuvzdorné. Daří se jim na slunném stanovišti i v polostínu v rašelinné, vlhčí půdě, která však nemá být bažinatá. Na slunném místě se listy na podzim krásně vybarvují. Množení fotergil není snadné. Semena je nutno nejprve stratifikovat a v dalším roce vysít do studeného pařeniště. Množení zelenými řízky má nejisté výsledky. Je možno použít hřížení, mladé rostliny je však nutno nechat alespoň 2 roky na matečných rostlinách, než zakoření.